# Jenny Randles
Jennifer Randles, più nota come Jenny Randles (Bacup, 30 ottobre 1951), è una giornalista e scrittrice britannica.
È molto conosciuta nel campo dell'ufologia per avere ricoperto l'incarico di direttore delle investigazioni nella British UFO Research Association (BUFORA) dal 1982 al 1994.

## Biografia e carriera
Secondo le notizie biografiche fornite dai suoi editori Simon & Schuster, Jenny Randles ha studiato fisica e geologia all'università. In seguito ha scritto articoli per la rivista New Scientist ed ha cominciato a scrivere libri su UFO e fenomeni paranormali. Fra il 1979 e il 2005 ha pubblicato 50 libri, che hanno venduto 1,5 milioni di copie. Oltre agli UFO, gli argomenti dei suoi libri riguardano la percezione extrasensoriale, i cerchi nel grano e la vita dopo la morte.
Nella prefazione di un libro è stato riportato che i suoi libri sono stati tradotti in 24 nazioni. La stessa fonte ha riportato che Randles è stata consulente per la serie televisiva Strange but True?, trasmessa da ITV fra il 1993 e il 1997.
Randles scrive regolarmente articoli sulle riviste Fortean Times e The Skeptic.
Dal 1974 al 2001 è stata caporedattore di Northern UFO News (un periodico che tratta di questioni ufologiche riguardanti il nord dell'Inghilterra).
Nei suoi libri Time Storms e Time Travels, Jenny Randles ha ipotizzato una relazione tra gli UFO e i viaggi nel tempo.

## Fattore Oz
Fattore Oz (in inglese Oz Factor) è un termine inventato da Jenny Randles nel 1983 per descrivere lo stato alterato di coscienza descritto da alcuni testimoni di avvistamenti di UFO o di certi fenomeni paranormali.
Randles ha notato lo strano stato di calma e mancanza di panico descritto dai testimoni, relativo alle bizzarre circostanze che essi hanno riferito, e definito "fattore Oz" per la "sensazione di essere isolati, o trasportati dal mondo reale in un differente contesto ambientale... dove la realtà è leggermente differente, come nel favoloso mondo di Oz". Secondo la sua opinione, "la coscienza del fattore Oz è il punto focale degli incontri con gli UFO".

## Libri più noti
- The UFOs That Never Were, (con Andy J. Roberts e David Clarke)
- UFO Retrievals: The Recovery of Alien Spacecraft
- Breaking the Time Barrier: The Race to Build the First Time Machine
- Time Storms: The Amazing Evidence of Time Warps, Space Rifts and Time Travel
- Supernatural Pennines
- Spontaneous Human Combustion
- Beyond Explanation
- U.F.O. Conspiracy: From the Official Case Files of the World's Leading-Nations
- UFOs and How to See Them
- The Unexplained: Great Mysteries of the 20th Century
- The UFO Conspiracy: The First Forty Years
- The Paranormal Year
- Psychic Detectives
- Men in Black: Investigating the Truth Behind the Phenomenon
- Time Travel: Fact, Fiction and Possibility
- The Afterlife: An Investigation into the Mysteries of Life After Death
- Science and the UFOs
- Complete Book of UFOs, The: Investigation into Alien Contacts and Encounters
- Alien Contact : Window on Another World (con Paul Whetnall)